# Куріо (Тічино)
Куріо (італ. Curio) — громада  в Швейцарії в кантоні Тічино, округ Лугано.

## Географія
Громада розташована на відстані близько 155 км на південний схід від Берна, 25 км на південний захід від Беллінцони.
Куріо має площу 2,8 км², з яких на 9,7% дозволяється будівництво (житлове та будівництво доріг), 6,5% використовуються в сільськогосподарських цілях, 81,6% зайнято лісами, 2,2% не є продуктивними (річки, льодовики або гори).

## Демографія
2019 року в громаді мешкало 565 осіб (+12,8% порівняно з 2010 роком), іноземців було 16,1%. Густота населення становила 205 осіб/км².
За віковим діапазоном населення розподілялося таким чином: 17% — особи молодші 20 років, 64,2% — особи у віці 20—64 років, 18,8% — особи у віці 65 років та старші. Було 262 помешкань (у середньому 2,1 особи в помешканні).
Із загальної кількості 97 працюючих 6 було зайнятих в первинному секторі, 22 — в обробній промисловості, 69 — в галузі послуг.